# Sănătatea în România

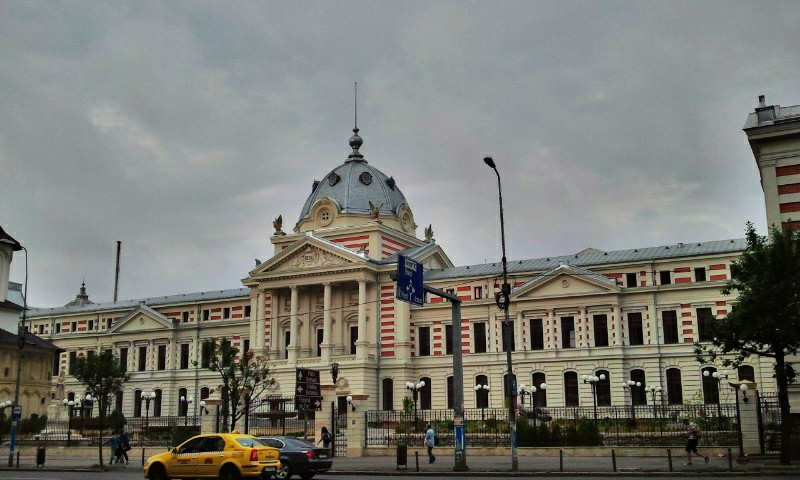
Spitalul Colțea

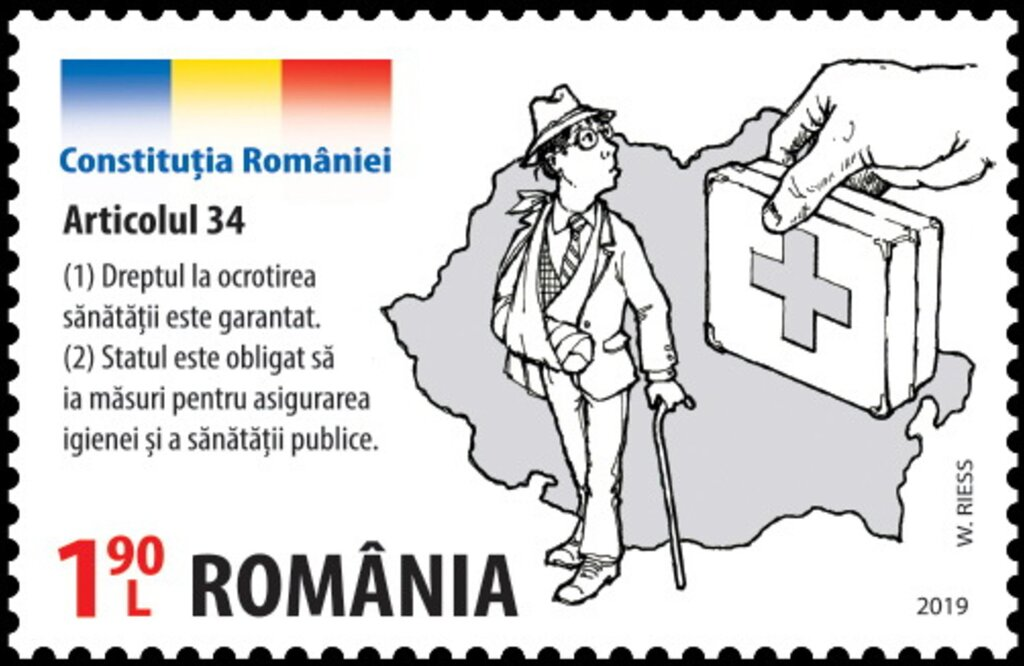
Timbru cu articolul 34 despre dreptul la sănătate

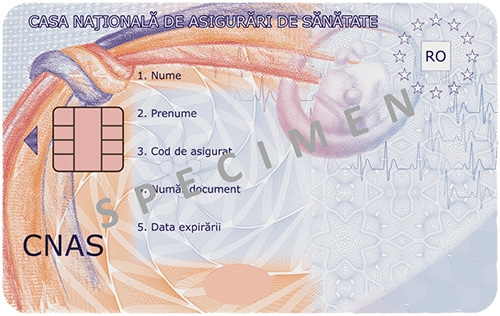
Formatul cardului de sănătate al CNAS

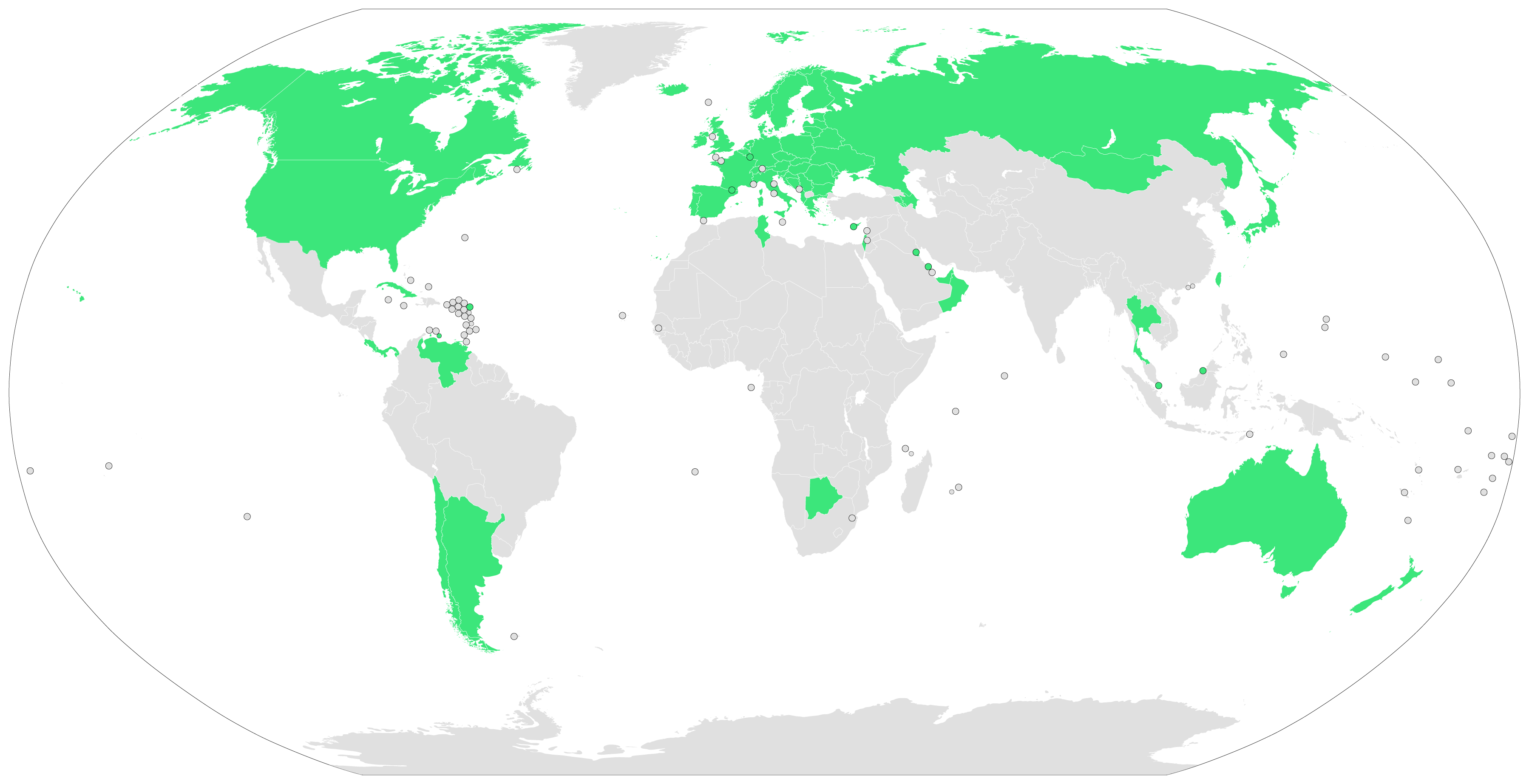
Țările cu sănătate universală

România oferă beneficiile unui sistem de sănătate universal. Statul finanțează asistența medicală primară, secundară și terțiară. Campaniile de sănătate publică sunt finanțate independent de Guvernul României. Ministerul Sănătății din România este responsabil cu gestionarea și supravegherea sectorului public de sănătate. 
Accesul la asistența medicală este garantat de articolul 34 din Constituția României, care specifică faptul că statul este obligat „să garanteze asistența medicală”. În anul 2013, bugetul alocat pentru sectorul sănătății este de aproximativ 1,7% din PIB.
Cetățenii Uniunii Europene, împreună cu cetățenii români care nu au asigurare plătită, au dreptul la asistență medicală de urgență gratuită. Fiecare cetățean al României are dreptul la proceduri medicale gratuite și fără restricții, stabilite de un medic, doar dacă se prezintă cu un card de sănătate începând cu 9 septembrie 2015, dovedind că a plătit asigurare.

## Istoria sistemului de sănătate din România
Prima mențiune a asistenței medicale publice în România datând din 1700 se referă la o perioadă când sistemul de sănătate era rudimentar, majoritatea îngrijirilor fiind oferite de medici străini pentru elite și prin spitale de caritate pentru cei săraci.
Societatea Națională de Cruce Roșie a fost fondată la 4 iulie 1876. Primul președinte al Crucii Roșii Române a fost Dimitrie Ghica, între 1876 și 1897. Crucea Roșie Română este singura organizație umanitară cu o rețea funcțională în întreaga țară.
Conceptul de asistență medicală universală a fost implementat în România după 1990, în contextul tranziției către democrație și reformelor economice, dar rămâne un subiect de dezbatere din cauza problemelor de acces și finanțare.
În mai 2010, spitalele din România aveau acumulate datorii de peste 100 de milioane de euro către furnizorii de medicamente. Doar 4,1 milioane de români plătesc contribuția la sănătate, în timp ce 11,6 milioane sunt scutiți, din diverse motive, de la această plată. În total, există 16,7 milioane de oameni care beneficiază de servicii de sănătate. Contribuția la sănătate a angajatorului și a angajatului este în prezent de 10,7%. Guvernul avea în plan să închidă 150-200 de spitale din cele aproximativ 450 existente în întreaga țară, iar personalul din unitățile medicale urma să fie redistribuit, în funcție de nevoi, decizia fiind luată în urma discuțiilor cu Fondul Monetar Internațional. Totuși, în documentul aprobat ulterior de Guvern nu se mai regăsește măsura desființării spitalelor, ci este menținută doar obligația de a reduce numărul de paturi în spitale cu 9.200.
Din 1 aprilie 2011, 67 de spitale au fost închise, Ministerul Sănătății propunând reorganizarea lor în cămine de bătrâni.

### Spitalele românești
Lista spitalelor din romania
În august 2010, în România existau 425 de spitale, din care 16 spitale aparțin CFR.
Spitalele enumerate mai jos sunt cele mai relevante din punct de vedere istoric în România.
Spitalul Colțea, din București, a fost construit de Mihai Cantacuzino între 1701 și 1703; este compus din mai multe clădiri, fiecare cu 12 până la 30 de paturi, o biserică, trei capele, o școală și case pentru medici și profesori. Spitalul Colțea a fost dotat cu echipamente moderne după o investiție de 90 milioane de euro în 2011 și este acum unul dintre cele mai moderne spitale din București și din România.
Spitalul Pantelimon a fost ridicat în 1733 de Grigore II Ghica. Suprafața terenului spitalului Pantelimon era de 400.000 m². Spitalul avea în inventar o casă pentru boli infecțioase și o casă pentru persoane cu dizabilități. Spitalul este în continuare operațional și astăzi.
Spitalul Sf. Spiridon, din Iași, a fost deschis în 1755 și descris într-un document din 1757 ca fiind cel mai mare din Moldova și Țara Românească, fiind astăzi al doilea cel mai mare din România.
Spitalul Filantropia avea o capacitate de 70 de paturi și a fost construit între 1806-1812, în timpul ocupației ruse. Spitalul este în continuare operațional și astăzi.
Spitalul Brâncovenesc a fost inaugurat în octombrie 1838. Spitalul funcționa pe același principiu ca o clinică gratuită, oferind diverse vaccinuri și teste medicale gratuit. Cu toate acestea, dezvoltarea urbană a dus la demolarea clădirii spitalului (iar, prin urmare, activitatea sa a încetat) în 1984.

### Vaccinare

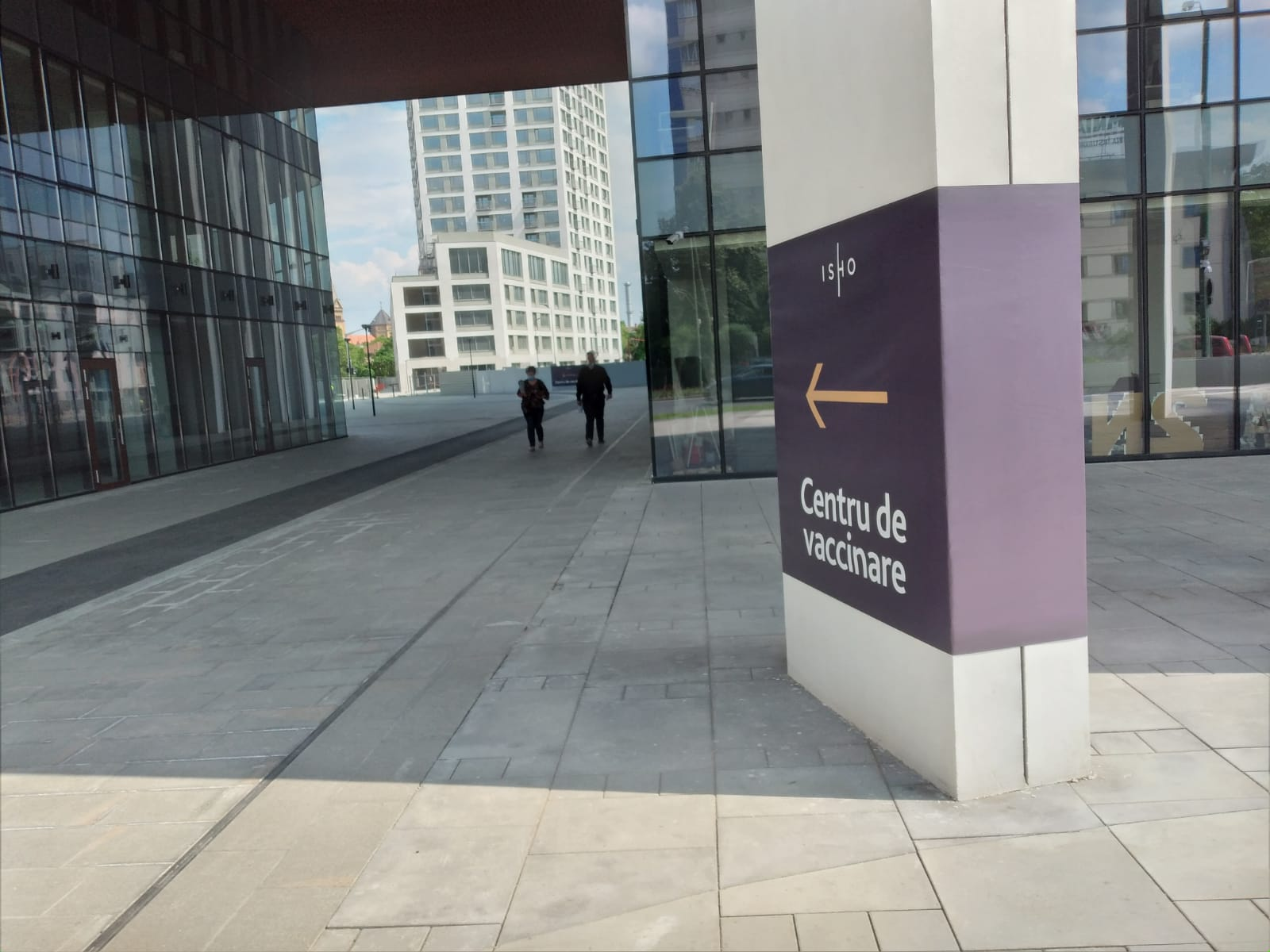
Centru de vaccinare COVID-19 din Timișoara

Vaccinarea s-a realizat în România încă din secolul XVII, când oamenii foloseau metode rudimentare de vaccinare, cum ar fi scufundarea nou-născuților în lapte de vacă provenit de la vaci infectate cu variola. Cu toate acestea, datorită numărului tot mai mare de medici, au fost introduse metode de vaccinare mai moderne. Din 1800, copiilor li se administra un vaccin regulat împotriva vârstei.
Din secolul XIX și până în prezent, a fost obligatoriu ca toți copiii să fie vaccinați împotriva hepatitei B, tuberculozei, tetanosului, poliomielitei, rujeolei și difteriei. Vaccinurile sunt gratuite și pot fi administrate la orice medic pediatru autorizat. Vaccinuri opționale suplimentare, cum ar fi cel împotriva gripei, sunt, de asemenea, oferite gratuit la fiecare doi ani.

### Transplant de organe
România este astăzi una dintre națiunile cu cea mai mare rată de succes în chirurgiile de transplant de organe.
Primul transplant din România a fost realizat în 1958. Doctorul Agripa Ionescu a efectuat un transplant de piele. Primul transplant experimental de ficat a fost efectuat la Spitalul Floreasca din București, dar a fost doar o tentativă.
Numai în anii 1980, la Institutul Clinic Fundeni, tot în București, profesorul Eugeniu Proca a reușit să transplanteze un rinichi de la mamă la fiu. În fiecare an, România a făcut progrese atât din perspectiva tehnică, cât și prin creșterea numărului de donatori.
În 2013, țara a intrat pe lista țărilor cu cel mai mare număr de transplanturi de organe efectuate. România a fost lider în ceea ce privește numărul cel mai mare de transplanturi realizate la nivel european, având un record de 60 de donatori în primele 4 luni ale anului 2013, când au fost efectuate 120 de transplanturi de rinichi și 53 de transplanturi de ficat. Conform doctorului Irinel Popescu, 2013 va fi probabil cea mai bună anul din istoria transplanturilor românești, iar potrivit Mediafax, alte 32 de spitale s-au alăturat Programului de Transplant, implicându-se în identificarea donatorilor potențiali și menținerea pacienților în moarte cerebrală în stare stabilă.

### Spitalele private
Încă din 2007, când România a aderat la UE, numărul spitalelor private a crescut. În prezent, există 130 de spitale/clinici private în România.
Spitalele private au câștigat popularitate, în special din 2011, când a fost discutată propunerea de privatizare. Tot mai mulți români aleg să opteze pentru un plan de asigurare privată, care include accesul la un spital privat.
Un motiv pentru această schimbare bruscă este faptul că spitalele private oferă servicii premium. Ele tind să fie mai prietenoase cu pacienții decât spitalele publice și au, de asemenea, echipamente moderne.
Cu toate acestea, s-au adus critici împotriva spitalelor private, deoarece, deși majoritatea sunt dotate cu aparate medicale de ultimă generație, dacă apare o urgență medicală gravă (de exemplu, sângerare internă masivă), pacientul este transferat la un spital public. Acest lucru se face de obicei pentru că spitalele publice au mai mulți specialiști care ar putea fi mai competenți decât cei din spitalele private.

## Medici români
În prima parte a secolului XVIII, aristocrația își trimitea copiii la Viena sau Paris pentru a urma o facultate de medicină acolo. Ulterior, aceștia se întorceau în România pentru a practica medicina. În cele din urmă, această practică a devenit atât de comună încât majoritatea medicilor români erau școliti în străinătate și începeau să împărtășească cunoștințele lor cu viitorii medici. Practica de a trimite viitorii medici în străinătate a încetat odată cu punerea în funcțiune a primei școli de medicină din România.
La începutul anilor 1800, România a fost grav afectată de o epidemie de holeră, iar cererea de medici a crescut. Cu toate acestea, mulți medici au murit în timp ce tratau pacienții infectați cu holeră.
Odată cu ascensiunea lui Alexandru Ioan Cuza, medicii au fost angajați de statul nou creat. Medicii primeau o remunerație mică din partea statului, dar în cele mai multe cazuri, percepeau pacienților o taxă.
În zorii Primului Război Mondial, România nu avea suficiente cadre medicale pentru a susține armata. Situația a devenit atât de disperată încât regina României a devenit ea însăși infirmieră și a început să lucreze pe linia frontului, asistând persoanele rănite.
După încheierea Primului Război Mondial, situația s-a stabilizat. Erau suficienți medici pentru a acoperi populația orașelor și a oferi suport limitat țăranilor. A fi medic a devenit o profesie nobilă și bine răsplătită.
În 1947, după răsturnarea monarhiei și ascensiunea comuniștilor la putere, cererea de medici a crescut din nou. Tinerii erau încurajați de părinți să se înscrie la facultatea de medicină. A fi medic oferea persoanei un rang mai înalt în stat. Medicii primeau locuințe cu prioritate și aveau acces mai ușor la beneficii, cum ar fi combustibilul suplimentar, care din 1980 a devenit raționalizat. În plus, medicii primeau o mulțime de „bacșișuri” constând în ciocolată, țigări și băuturi fine, care erau de asemenea bunuri raționalizate. Potrivit unui sondaj realizat de Euro Health Consumer Index în 2015, România se afla încă printre țările europene în care plățile neoficiale către medici erau raportate cel mai frecvent.
În plus, este important de menționat că, de-a lungul timpului, s-au depus eforturi pentru a îmbunătăți condițiile de lucru ale medicilor în România. De exemplu, în ultimele decenii, s-au implementat reforme pentru a crește salariile medicilor și pentru a îmbunătăți infrastructura spitalicească, cu scopul de a atrage și reține cadrele medicale competente în țară. Totuși, provocările persistă, iar sistemul de sănătate românesc continuă să se confrunte cu probleme legate de corupție și insuficiența resurselor, care afectează calitatea îngrijirii medicale.

## Facilități și echipamente

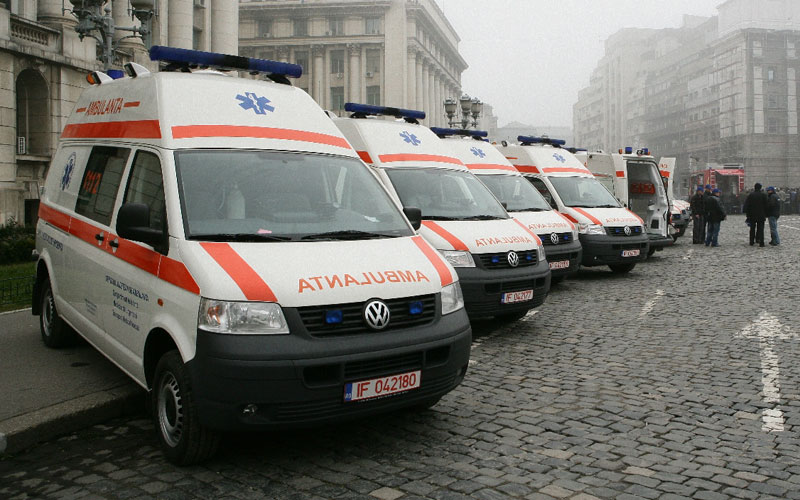
Ambulanțe în Arad

În România există 425 de spitale, ceea ce înseamnă un spital la 43.000 de oameni. Teoretic, fiecare dintre cele 425 de spitale ar trebui să fie echipat cu o cameră de traumă de bază și o sală de operație. Pentru fiecare 1.000 de persoane, există 6,2 paturi de spital disponibile.
O clasificare a 461 de spitale din România, realizată de Ministerul Sănătății în 2011, arată că 58% dintre acestea se încadrează în cele mai slabe categorii: patru și cinci. Partajarea instituțiilor de sănătate a fost realizată având în vedere cinci categorii de competență, dintre care prima categorie reprezintă maximum de competență. Printre spitalele din București, doar 19 au fost clasificate în cea mai înaltă clasă de performanță. Aceste spitale cuprind 34 de secții, cu toate specializările acoperite, linii de urgență și cabinete ambulatorii pentru toate secțiile, specialiști medicali pentru fiecare secție în parte și echipamente medicale de top performanță. Conform aceleași clasificări, spitalele de top performanță din afara capitalei se află în Cluj-Napoca (patru), Iași și Timișoara (câte două fiecare), Constanța și Târgu Mureș (câte unul fiecare).
România utilizează aproximativ 2.600 de ambulanțe, iar până în 2015, guvernul planifică achiziționarea a încă 1.250 de ambulanțe. În total, inclusiv flota Ministerului Afacerilor Interne și SMURD, România dispune de o flotă de 32 de aeronave echipate pentru urgențe medicale.
România dispune de o unitate profesională de răspuns la urgențe, SMURD, care operează în cazuri de urgență majoră. SMURD funcționează independent de serviciile obișnuite de răspuns la urgențe, dar poate fi apelat prin telefonul 112.
Țara investește în trei spitale regionale noi în Iași, Cluj-Napoca și Craiova, care oferă servicii medicale centralizate. Acesta este un proiect de patru ani, cu un cost estimat de 1,6 miliarde de euro. Guvernul a primit finanțare din partea Băncii Europene de Investiții în valoare de 930 de milioane de euro, oferind, de asemenea, suport tehnic.

## Calitatea îngrijirii medicale
Toți cetățenii au dreptul să primească ajutor financiar pentru rețete, indiferent de statutul lor financiar. Singura condiție necesară este să contribuie la CNAS. Practic, orice medicament (cu excepția medicamentelor generice) poate fi obținut cu un discount. Discountul se obține prin obținerea unui formular de rețetă de la un medic. Deducerea se face chiar la punctul de plată, iar farmaciile își recuperează ulterior banii de la Ministerul Sănătății.
Există medicamente care sunt oferite gratuit. Medicamentele pentru bolile incluse în Programele Naționale de Sănătate sunt gratuite pentru oricine, indiferent de statutul lor financiar. Bolile care sunt de obicei acoperite sunt bolile cronice.
Contraceptivele sunt, de asemenea, oferite gratuit, pentru adolescenți sau persoane cu venituri modeste.
Începând din iulie 2012, a devenit obligatoriu ca toate rețetele să fie emise doar în format digital.

## Telemedicina

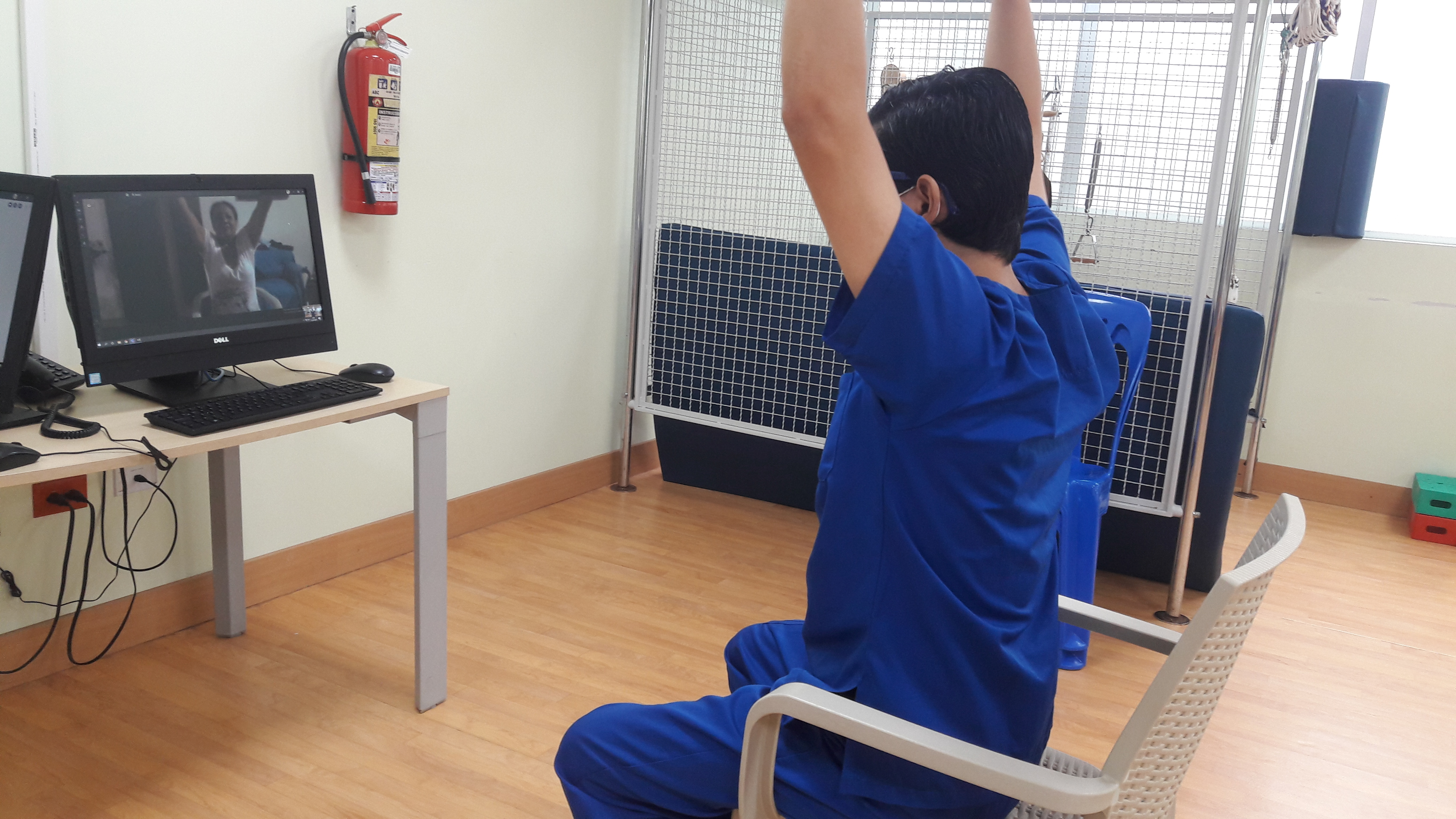
Telemedicina în reabilitare

Telemedicina România este prima țară din Europa în ceea ce privește telemedicina. Rețeaua națională de telemedicină include două centre de comandă, la Spitalul Floreasca din București și la Spitalul Clinic de Urgență Târgu Mureș, precum și 56 de spitale din 19 județe. Astfel, medicii de la cele două centre de comandă oferă suport medical în timp real pentru oricare dintre spitalele din țară și monitorizează semnele vitale ale pacienților.